# Jason Upton
Jason Upton (Lafayette, Indiana; 15 de diciembre de 1973) es un cantautor de música cristiana contemporánea de adoración estadounidense. Jason es muy conocido por varios círculos de la comunidad cristiana en Estados Unidos. Ha realizado múltiples giras internacionales, ha tenido algunas apariciones en televisión (destacando su participación en CBN) y también ha formado su propio sello discográfico llamado Key Of David Ministries. Él afirma que su objetivo no es llevar a las personas a la religión, sino, llevarlos a Jesús, y que quiere que sus canciones y sus mensajes reflejen una vida plenamente vivida en relación con Dios.

## Infancia y adopción
La madre biológica de Upton acababa de convertirse al cristianismo cuando conoció a su padre biológico, quien era un nativo americano cheroqui. La pareja no se casó ni vivió junta, a pesar de que ella había quedado embarazada. 
En ese entonces, la mujer trabajaba en una fábrica y seguramente por esto, ella no tenía mucha solvencia económica, por lo que diversas personas la incitaron a que abortara al niño, pero ella no lo hizo.
Jason Upton nació el 15 de diciembre de 1973 en Minneapolis, y en un principio su madre lo nombró "Steven". El bebé vivió con ella por dos meses y medio, pero la mujer se dio cuenta de que él necesitaba una familia completa que le diera una mejor oportunidad de vida, así que decidió poner a su hijo en adopción. 
En el expediente de adopción, la mujer escribió versos de la Biblia, citando de Génesis, Proverbios y otros libros. Además escribió oraciones de fe en Dios, y una carta en la que se dirigía a su hijo y le manifestaba su confianza en que Dios lo dirigiría y guiaría a una vida de fe, y que haría que ambos se volverían a encontrar "en la Casa del Señor". Tres meses después (en marzo de 1974) Jason fue adoptado por una familia cristiana. 
A los 13 años, pidió como regalo de cumpleaños una Biblia propia.

## Carrera musical
Jason ganó mucha experiencia musical cantando y tocando música en las iglesias. 
En 2000, lanzó su primer CD, Key Of David. Fue grabado en vivo en Virginia Beach ese mismo año y fue producido por su propio sello discográfico. Más de la mitad del álbum se compone de hechas de declaraciones y canciones hechas de forma espontánea, sin ensayos previos ni grabaciones. Más tarde, el mismo año, Jason apareció formó parte del "Día Nacional de Oración y Ayuno" en un evento llamado "The Call D.C."
El 14 de agosto de 2001, Jason editó su segundo álbum Faith, que fue grabado también en directo. El trabajo posproducción le dio al álbum un sonido suave y de alta calidad. Era su primera vez en una grabación profesional, y fue lanzado en los 40 Records. La pista del título "Faith" fue una canción espontánea, no planificada, que Jason refiere como "La canción del Espíritu". 
En 2002, lanzó dos discos independientes que fueron los primeros en haber sido grabados en los Dark Horse Studios en Nashville, Tennessee. Jacob's Dream en comparación a sus trabajos anteriores, contiene canciones más introspectivas y meditativas en la creación de Dios en la naturaleza. Dying Star fue un proyecto más amplio y se concentró más en la destrucción de orgullo personal y la sumisión completa a lo que Upton ve como el plan de Dios y no lo que las iglesias dicen. Ese mismo año, colaboró con otros artistas cristianos en un homenaje Keith Green, titulado Your Love Broke Through: The Worship Songs of Keith Green. Para este proyecto grabó la canción "You Are The One" , que fue difundida en las principales audiencias cristianas más tarde. También lideró el servicio cristiano en el evento The Call New York, ese año.
En 2003, Upton lanzó otro CD independiente, Remember, que fue grabado en vivo como una compilación de dos noches música de adoración a Dios. En la primera pista, se le escucha reprender a un tornado que estaba luchando en la ciudad de Oklahoma en el momento en que se dirigía directamente hacia el edificio donde se encontraba la banda tocando; (algunos dicen que el tornado se disipó en el momento que Jason lo reprendió). 
En la última pista del mismo disco, en la canción llamada "Fly", además de la voz de Jason, se puede escuchar una voz desconocida y aguda. Jason y diversos círculos cristianos han acreditado esta voz misteriosa a un ángel. Jason también ha informado que un niño presente en ese servicio de aquel día, asegura haber visto un ángel en la plataforma. 
Ese mismo año, Jason condujo el servicio de adoración en el evento The Call Kansas City y apareció en una conferencia para International House of Prayer. En el 2004 Jason siguió con su gira, y a principios de diciembre lanzó su sexto CD Trusting the Angels, que también fue grabado en los estudios de Dark Horse en Nashville, y a diferencia de sus álbumes anteriores, no incluyó ninguna pista espontánea.
En abril de 2005, Jason editó su segundo álbum con un sello discográfico no-independiente, el cual compilaba varias canciones de sus álbumes anteriores, y fue producido por Gotee Records. 
El cuarto álbum de Jason en vivo, Open Up The Earth, fue lanzado a finales de octubre de 2005 y está parcialmente grabado en Holanda. Contiene dos discos de adoración en su mayoría de canciones espontáneas, y un DVD extra. A este disco no se le hicieron mejoras posproducción, por lo que el sonido no está editado.

## Vida adulta
A los 32 años, Jason accedió a su expediente de adopción en el que su madre había escrito sus oraciones de fe, y él afirma que todo lo que ella le había pedido a Dios, se había cumplido. Cuando Jason conoció personalmente a su madre biológica, la mujer, quien solía acudir a una iglesia, había estado escuchando la música de su hijo desde hace 7 años, sin saber que era él.
Actualmente, Jason reside en Wisconsin con su familia.

## Discografía
- Key of David (2000), Key Of David Ministries
- Faith (2001), 40Records
- Jacob's Dream (2002), Key Of David Ministries
- You Are the One (2002, Single), Sparrow Records
- Dying Star (2003), Key Of David Ministries
- Remember (2003), Key Of David Ministries
- Trusting the Angels (2004), Key of David Ministries
- Great River Road (2005), Gotee Records
- Open Up the Earth (2005), Key Of David Ministries
- Between Earth and Sky (2007), Key Of David Ministries
- Beautiful People (2007), Integrity Music
- 1200 Ft Below Sea level (2008), Key Of David Ministries
- On the Rim of the Visible World (2009), Key Of David Ministries
- Family Music (2010), Key Of David Ministries
- Jason Upton Live from Dublin (2010)
- Glimpse (2012), Key Of David Ministries